# Olisseï Gretchine

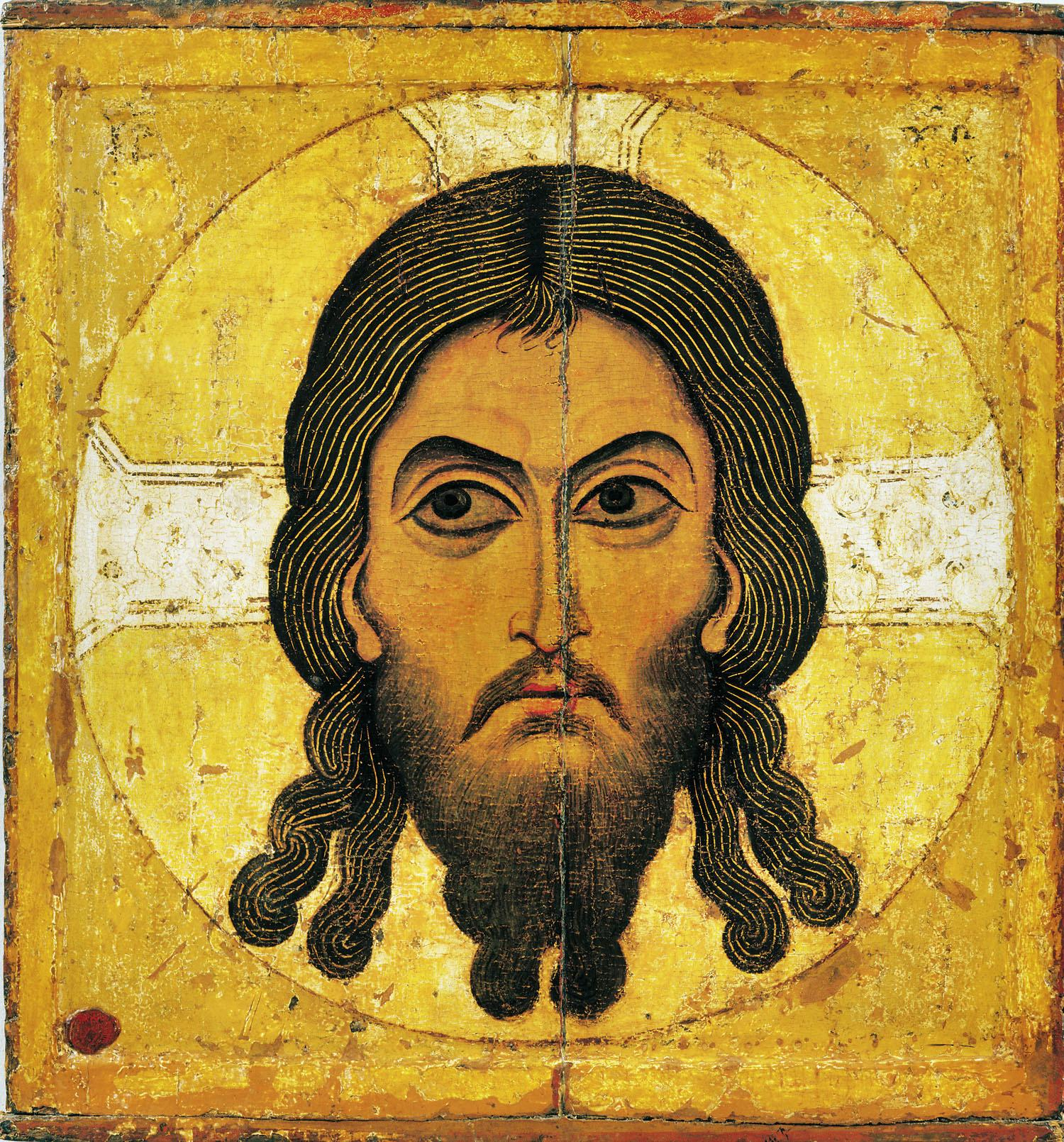
Sainte-Face (Novgorod).
Auteur inconnu, Galerie Tretiakov, Moscou.

 Olisseï Gretchine (en russe : Олисей Гречин) (le nom complet étant Olisseï Petrovitch Gretchine) est un peintre d'icône, probablement d'origine grecque (d'où lui viendrait son prénom). Mais il est vrai que des origines étrangères étaient souvent données à des slaves et il pourrait aussi être le fils d'un boyard de Novgorod, Piotr Mikhalovitch. Olisseï Gretchine a travaillé à Novgorod aux XIIe – XIIIe siècle.

## Archéologie
En 1973—1977, dans l'excavation archéologique dite "de la Trinité" à Novgorod, a été découverte une maison et, attenant à celle-ci, l'atelier du peintre d'icône Olisseï. Également des ébauches d'icônes, des échantillons de peintures, des inventaires d'œuvres de l'artiste et une vingtaine de documents sur écorce de bouleau servant de copie pour le maître.

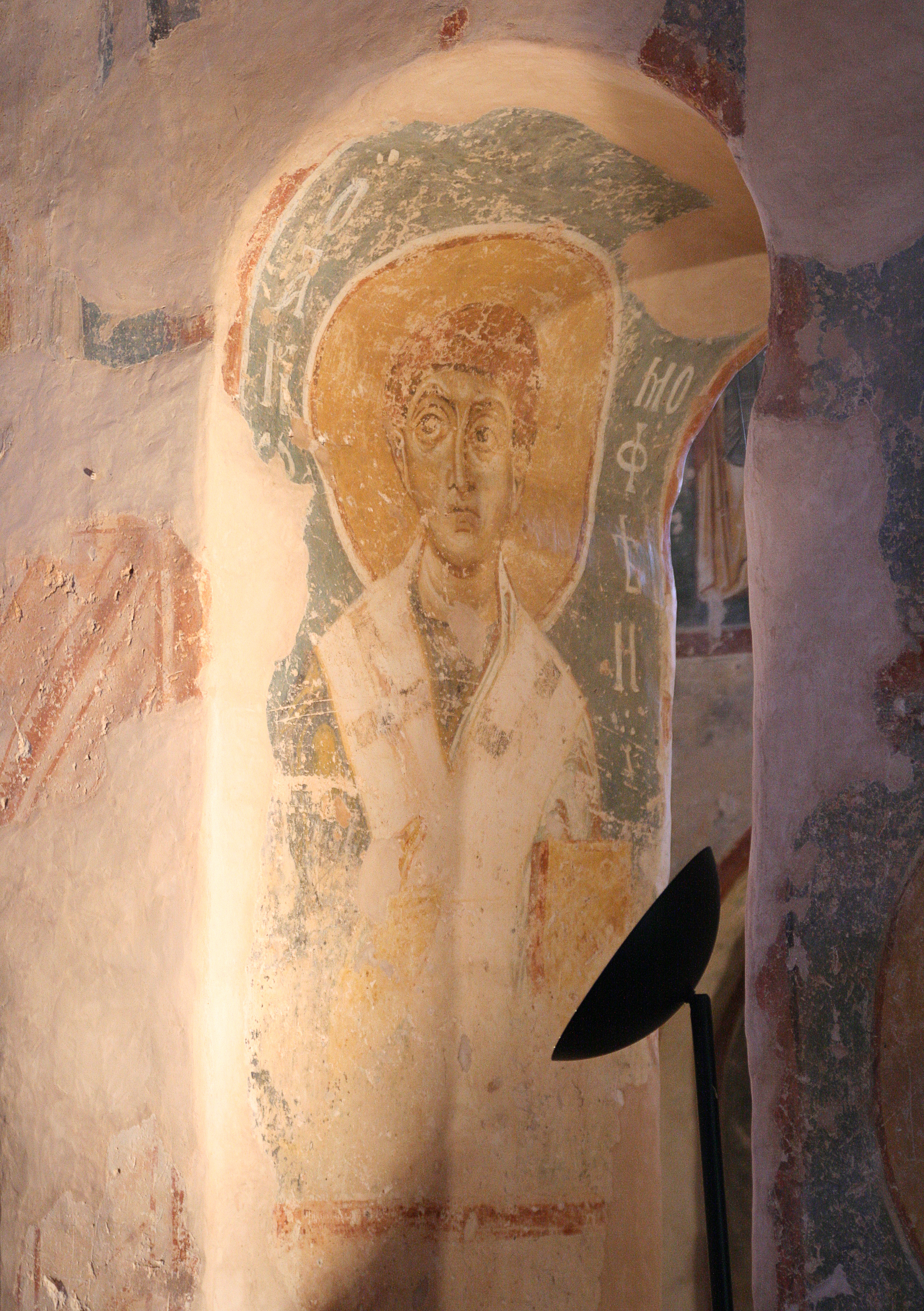
Près de Novgorod : église de  Nereditsa, les fresques
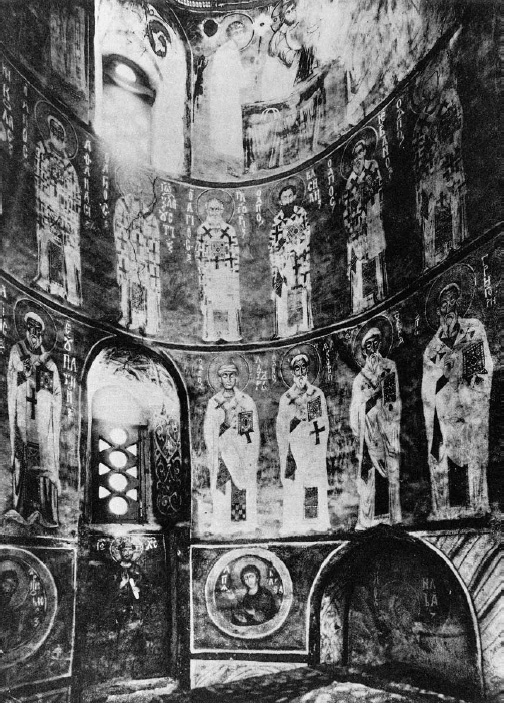
Nereditsa photo de 1917
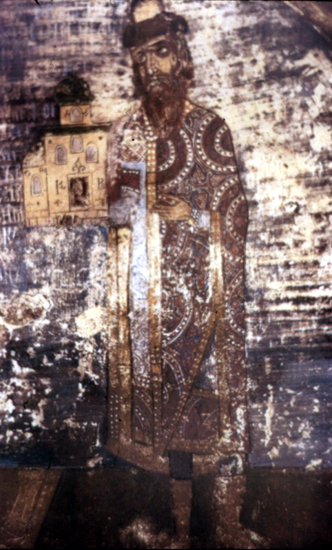
Iaroslavl Vsevolodovich (Nereditsa)
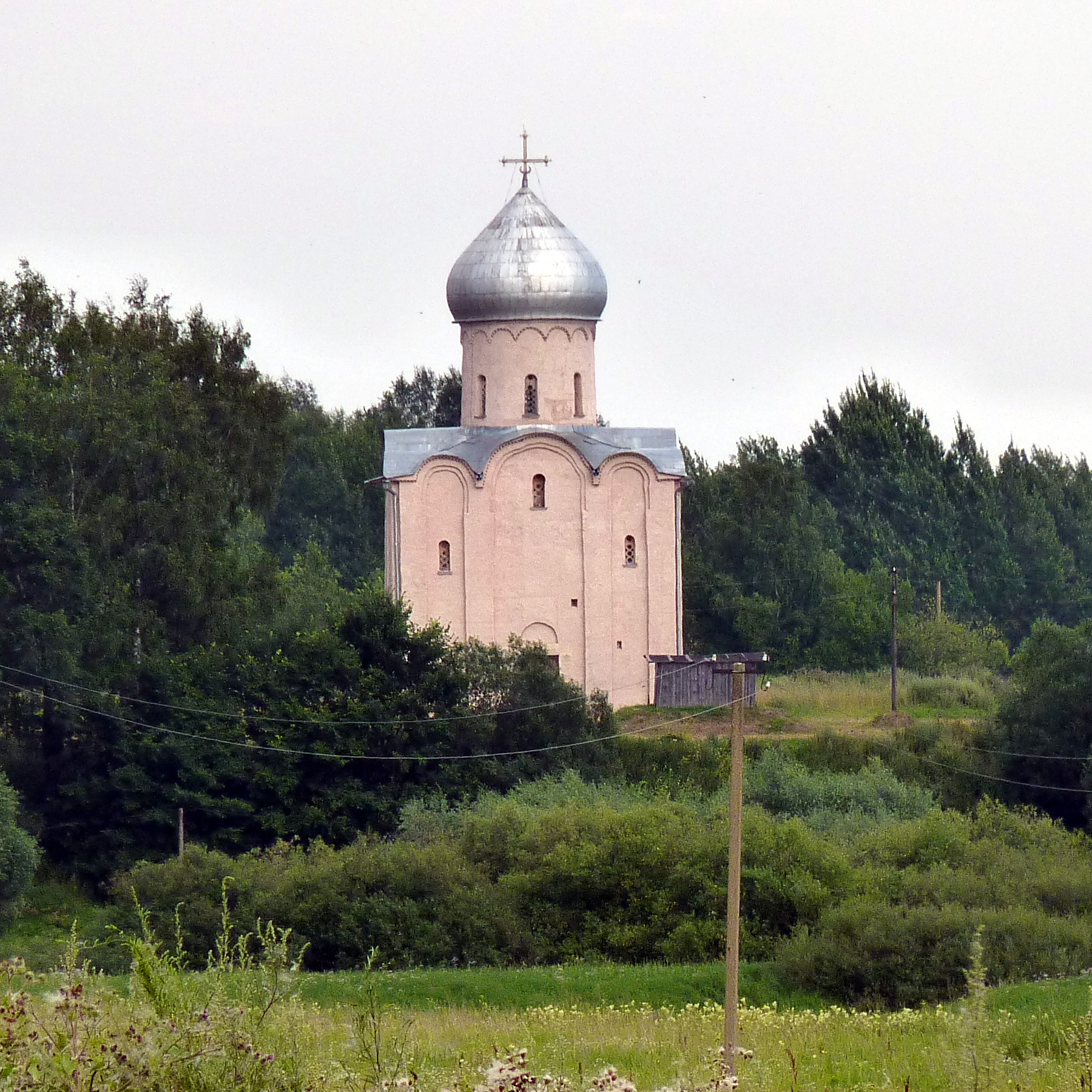
Église de la Transfiguration-du-Sauveur-sur-Néréditsa

## Biographie
Selon une hypothèse, Olisseï aurait été le maître d'un artel d'artistes-peintres qui a créé l'ensemble des fresques de l'église de la Transfiguration-du-Sauveur-sur-Néréditsa, à proximité de Novgorod en 1199. Son atelier aurait servi de centre artisanal pour ce groupe d'artistes. Ces fresques sont les monuments les plus populaires de la peinture russe ancienne. Elles sont arrivées jusqu'à nous dans un bon état de conservation et constituent un ensemble à peu près complet. Toutes ces fresques, qu'elles aient été réalisées par des Grecs ou des Russes, présentent les mêmes caractéristiques. Ce sont, dit Louis Réau des monuments de l'art byzantin en Russie. Elles conservent les traditions du style de la mosaïque, les scènes à personnages multiples sont rares et les figures isolées prédominent . L'hypothèse selon laquelle l'icône de la Sainte-Face de l'école de Novgorod aurait pour auteur Olisseï Gretchine, est émise par certains historiens. 
Le nom d'Olisseï Gretchine est cité dans les anciennes chroniques comme peintre d'icône. Il était probablement prêtre et il est habituellement identifié comme étant l'higoumène du monastère Saint-Georges de Iouriev et le prétendant à l'évêché de Novgorod en 1193.